# 阿武南三男
阿武南 三男（おうみなみ　みつお、1982年9月3日 - ）は、福井県福井市出身で阿武松部屋に所属していた元大相撲力士。最高位は東幕下31枚目（2002年11月場所）。現役時代の体格は176センチメートル (cm)、119キログラム (kg)。本名は南 三男（みなみ みつお）。得意手は右四つ、喰い下がり。

## 来歴
福井市立湊小学校2年生で体格を見込まれて福井市の相撲大会に駆り出されて相撲を始める。福井市立光陽中学校では相撲部が無かったので野球部に所属したが、小学校時代の担任に福井県立福井農林高等学校相撲部への出稽古を勧められた。中学卒業前、地元に住む阿武松の知人に紹介されて体験入門し、さらに「戦後以降、福井出身関取はほとんどいない。君ならできそうな気がするけど、本気でやる覚悟はある?」と期待されたことが決め手となって、高校からの勧誘も断って入門を決意した。1998年3月場所初土俵から序二段通過まで2年近くを要するなど滑り出しは必ずしも良好とは言い切れなかったが、初土俵から4年弱となる2002年1月場所には初めて幕下に昇進。この2002年は年間6場所を幕下で過ごしたが、自己最高位の東幕下31枚目となった2002年11月場所に7戦全敗を喫する。翌2003年1月場所は西三段目10枚目まで後退するも、幕下に定着した実力を見せつけ6勝1敗の好成績を残す。翌3月場所には自己最高位に肉迫する東幕下34枚目まで番付を回復するも、怪我で全休。以降同年7月に引退するまで二度と土俵に戻らなかった。怪我自体は土俵人生そのものを脅かすものではなく、福井県からは新弟子自体が少ないため幕下でありながら個人後援会を持つなど大きく期待されていたが、師匠との不仲もあって結局両親も含めての話し合いにより部屋を去ることにした。現在は地元に戻ったこと以外明らかになっていない。

## 主な成績
- 通算成績：112勝89敗23休（33場所）

### 場所別成績
| | 一月場所 初場所（東京） | 三月場所 春場所（大阪） | 五月場所 夏場所（東京）   | 七月場所 名古屋場所（愛知） | 九月場所 秋場所（東京） | 十一月場所 九州場所（福岡） |
| --- | ----------------------- | ----------------------- | ------------------------- | --------------------------- | ----------------------- | --------------------------- |
| 1998年 （平成10年） | x                       | （前相撲）              | 西序ノ口26枚目 4–3        | 西序二段160枚目 5–2         | 西序二段116枚目 2–5     | 西序二段141枚目 5–2         |
| 1999年 （平成11年） | 東序二段92枚目 4–3      | 東序二段67枚目 3–4      | 東序二段90枚目 4–3        | 西序二段66枚目 2–5          | 西序二段84枚目 5–2      | 東序二段47枚目 5–2          |
| 2000年 （平成12年） | 東序二段11枚目 4–3      | 西三段目91枚目 3–4      | 東序二段9枚目 4–3         | 東三段目90枚目 4–3          | 東三段目74枚目 5–2      | 東三段目45枚目 4–3          |
| 2001年 （平成13年） | 東三段目30枚目 3–4      | 東三段目44枚目 5–2      | 東三段目20枚目 2–5        | 西三段目40枚目 5–2          | 西三段目13枚目 4–3      | 西三段目2枚目 5–2           |
| 2002年 （平成14年） | 東幕下43枚目 4–3        | 東幕下36枚目 3–4        | 東幕下43枚目 4–3          | 西幕下34枚目 2–3–2          | 東幕下55枚目 5–2        | 東幕下31枚目 0–7            |
| 2003年 （平成15年） | 西三段目10枚目 6–1      | 東幕下34枚目 休場 0–0–7 | 東三段目14枚目 休場 0–0–7 | 西三段目75枚目 引退 0–0–0   | x                       | x                           |
| 各欄の数字は、「勝ち-負け-休場」を示す。 優勝 引退 休場 十両 幕下 三賞：敢=敢闘賞、殊=殊勲賞、技=技能賞 その他：★=金星 番付階級：幕内 - 十両 - 幕下 - 三段目 - 序二段 - 序ノ口 幕内序列：横綱 - 大関 - 関脇 - 小結 - 前頭（「#数字」は各位内の序列） |                         |                         |                           |                             |                         |                             |